# Critters
Critters är en amerikansk skräckkomedi från 1986. Filmen fick "två tummar upp" av Siskel & Ebert. Filmen har fått tre uppföljare.

## Skådespelare
- Scott Grimes
- Dee Wallace-Stone
- M. Emmet Walsh
- Don Keith Opper
- Billy Green Bush
- Terrence Mann
- Ethan Phillips
- Billy Zane
- Lin Shaye
- Corey Burton (röst)